# أرييل بيريرا
أرييل بيريرا (بالإسبانية: Ariel Roberto Pereyra) هو لاعب كرة قدم أرجنتيني في مركز الهجوم، ولد في 11 نوفمبر 1973 في مندوزا في الأرجنتين. لعب مع إيفرتون دي فينا ديل مار وسانتياغو واندررز وغودوي كروز ونادي كوكيمبو أونيدو.